# Cocaine Nights
Cocaine Nights è un romanzo di J. G. Ballard del 1996.

## Trama
Charles Prentice si avventura a Estrella de Mar per salvare suo fratello detenuto, Frank. Quando arriva e parla col fratello, Charles scopre con orrore che suo fratello ha confessato tutto, e non ha alcun interesse a cercare di sfuggire al processo. Nel giro di pochi giorni, Charles si immerge in quello strano mondo di Estrella de Mar, e impara alcuni dei suoi oscuri segreti, passando meno tempo a preoccuparsi del fratello. Costantemente manipolato mentre sta cercando la verità, Charles ben presto perde il controllo e a un certo punto comincia finalmente a capire quello che è successo a suo fratello.

## Edizioni
- (EN) J. G. Ballard, Cocaine Nights, 1ª ed., London, Flamingo, 1996, ISBN 9780002241359.
- James Graham Ballard, Cocaine Nights, Baldini e Castoldi, 1997, ISBN 88-8089-255-X.